# Helmut Ellmenreich
Helmut Ellmenreich (Kassel, 16 de Julho de 1913 — 5 de julho de 1943) foi um comandante de U-Boot que serviu na Kriegsmarine durante a Segunda Guerra Mundial.